# Manliftingbanner
Manliftingbanner és un grup holandès de música hardcore punk. Són coneguts pel seu activisme polític, en particular pel seu compromís amb l'antiracisme, el moviment LGTBI i l'ètica do it yourself. La banda ha estat considerada el primer grup comunista straight edge. Al principi es van anomenar Profound. A causa del caràcter pretensiós del nom el van canviar per Manliftingbanner inspirats per un pòster de propaganda comunista.
Manliftingbanner ha estat citada com una influència important per la banda de punk hardcore sueca Refused, i pel cantant de Born From Pain, Rob Franssen.

## Discografia
- Myth of Freedom (Crucial Response Records, 1991)
- Ten Inches That Shook the World (Crucial Response Records, 1992)
- We Will Not Rest (Crucial Response Records, 1995)
- The Workers United Will Never Be Defeated (AHC Records, 1995)
- The Revolution Continues (Crucial Response Records, 2012)
- Red Fury (Crucial Response Records, 2014)
- Manliftingbanner/Deadstoolpigeon (EP compartit, Refuse Records, 2014)

## Membres
- Bart Griffioen: baix
- Paul van den Berg: guitarra
- Olav van den Berg: bateria
- Michiel Bakker: veu
- Thomas Olivier: guitarra